# Комар Олег Юхимович
Олег Юхимович Кома́р, відомий як Олег Орач (6 лютого 1940, с. Благовіщенка, Більмацький район, Запорізька область — 12 серпня 2005, Київ) — український поет, прозаїк, дитячий письменник.

## Життєпис
Народився 6 лютого 1940 року в селі Благовіщенка на Запоріжжі у вчительській родині. Дитинство провів на Донеччині, у степах Приазов'я.
Закінчив історико-філологічний факультет Донецького педагогічного інституту, де навчався з українським поетом, правозахисником Василем Стусом, про якого у 1993 році видав книжку спогадів. Закінчив Вищі літературні курси в Москві.

Могила Олега Комара (Орача), Байкове кладовище

Служив у Радянській армії в Уссурійському краї, потім працював журналістом у редакції районної газети «Авангард» на Сіхоте-Аліні. Працював журналістом, зокрема, у газеті «Донеччина». Переїхавши до Києва обіймав посаду директора республіканського Будинку літераторів.
Понад 30 років дружив із Василем Стусом. Один з ініціаторів перепоховання Василя Стуса в Україні.
6 грудня 1991 одружився із українською поетесою Галиною Калюжною.
Помер 12 серпня 2005 року. Був кремований, прах похований у колумбарії Байкового кладовища (50°25′0.41″ пн. ш. 30°30′10.43″ сх. д. / 50.4167806° пн. ш. 30.5028972° сх. д.).

## Творчість

Учасники гуртка юного автора при Донецькому обласному відділені Спілки письменників. Сидять зліва направо: Микола Колесник, Василь Стус, Андрій Клоча, Олег Орач. Стоять Петро Бондарчук і Володимир Міщенко. 1962 рік

У 1965 році опублікував першу збірку поезій «Подорожник», підписану псевдонімом Олег Орач. Псевдонім Орач походить від назви села Червоний Орач, де працював по закінченні Донецького педінституту.
Автор кількох десятків збірок поезії та дитячих книжок. Опублікував збірки якутських та алтайських народних казкок у перекладі українською мовою.
Публікував біографічні матеріали про Василя Стуса.

### Збірки поезії
- «Земля на видноколі»,
- «Передчуття»,
- «Зимние жаворонки»,
- «Долоні» (1977),
- «Написи на снігу» (1981),
- «Поезії» (1984),
- «Свято спілого листя» (1985),
- «За білим перевалом», та ін.

### Дитячі книжки
- «Журавликова пісня»,
- «Березневі світанки»,
- «Хто де живе»,
- «Дружна сімейка»,
- «Довге літо»,
- «Жаб'ячі перегони»,
- «Кукуріки кукурікали» (2006)

### Спогади
- «Не відлюбив свою тривогу ранню…» Василь Стус — поет і людина: Спогади, статті, листи, поезії. — К.: 1993. (упорядкування і власні спогади про Стуса).

## Відзнаки
Лауреат премій ім. Лесі Українки та ім. В. Сосюри.